# Селенга
Селенга́ (бур. Сэлэнгэ мүрэн; монг. Сэлэнгэ мөрөн) — крупная река, протекающая на территории Монголии и России (Бурятия). Крупнейшая река, впадающая в Байкал и обеспечивающая до половины ежегодного притока воды в озеро, в том числе около 70 % всего терригенного притока. Средний многолетний сток реки в Байкал составляет порядка 29 км³ воды и около 3,6 млн тонн взвесей, большая часть которых оседает в обширной дельте. Имеет значительный гидроэнергетический потенциал.

## Этимология
Существуют различные версии происхождения названия реки:
- от бурятского корня «сэл», который в переводе означает «разлив, озеро»[8];
- от эвенкийского «сэлэ», что переводится как «железо», а «сэлэнга» — «железный, -ая»[9].

## География

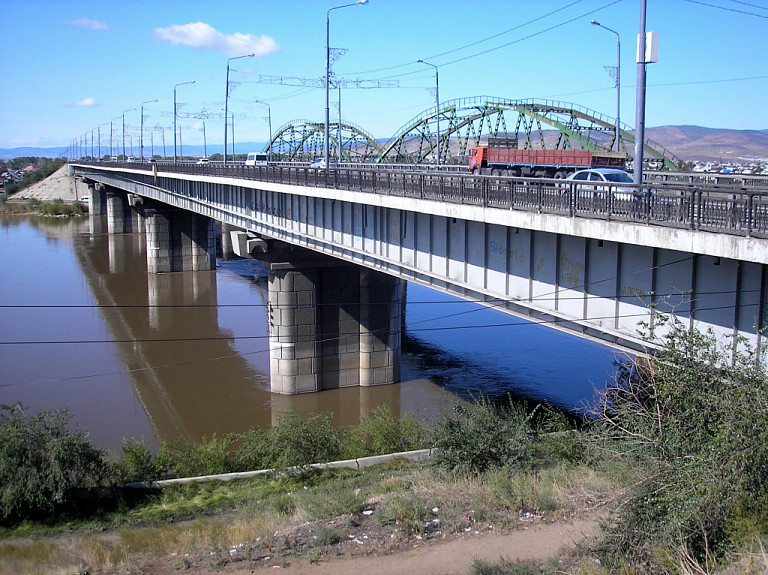
Мост через реку Селенгу в городе Улан-Удэ

Длина — 1024 км, 409 км нижнего течения — на территории Бурятии в пределах семи муниципальных районов и города Улан-Удэ.
Площадь бассейна — 447 060 км². Образуется слиянием рек Идэр и Дэлгэр-Мурэн. Имеет преимущественно равнинный облик с чередованием сужений (до 1—2 км) и котловинообразных расширений долины до 20—25 км, где река делится на протоки, образуя многочисленные острова. При впадении в Байкал образует обширную дельту площадью 680 км². На Селенгу приходится примерно половина речных вод, поступающих в озеро Байкал.

## Притоки

### Территория России
Объекты перечислены по порядку от устья к истоку.
- 54 км: Кабанья
- 65 км: Вилюйка
- 70 км: Чернуха
- 78 км: Мокина
- 83 км: Мостовка
- 86 км: Красичиха
- 88 км: Таловка
- 92 км: Метешиха
- 97 км: Пьяная (приток Селенги)
- 98 км: Кочевная (приток Селенги)
- 107 км: Большая
- 119 км: Итанца
- 126 км: Уналей (Большой Уналей)
- 129 км: Еловка
- 135 км: Половинная
- 152 км: Падь Сотникова
- 153 км: Падь Нижне-Березовская
- 154 км: Гурульба
- 156 км: Уда (приток Селенги)
- 165 км: Иволга (приток Селенги)
- 173 км: Саянтуй
- 208 км: Куйтунка
- 216 км: Оронгой (река)
- 218 км: Жиримка (Алентуй)
- 234 км: Падь Дальний Одицар
- 242 км: Хилок (река)
- 285 км: Чикой (река)
- 305 км: Баян-Гол (приток Селенги)
- 310 км: Темник (река)
- 346 км: Джида (река)
- 381 км: Субуктуй

### Территория Монголии
- Эгийн-Гол[13]
- Орхон[13]

## Гидрология
Водный режим характеризуется низким весенним половодьем, дождевыми паводками летом и осенью, и зимней меженью.
Водный сток реки Селенги формируется в основном на территории Монголии и составляет на границе России в среднем 14,0—15,0 км³ в год. На территории Российской Федерации в русло реки поступает дополнительно в среднем 14,0—15,0 км³ воды в год. Таким образом, общий средний многолетний сток Селенги в Байкал составляет порядка 28,98 км³ в год — это около 45—50 % объёма от общего суммарного годового стока рек, поступающего в озеро Байкал, и примерно половина годового притока в реку Ангара, который в её истоке из озера составляет 59,49 км³ в год.
Среднегодовой расход воды вблизи границы Монголии и России — 310 м³/с, в 127 км от устья — 935 м³/с. Рекордный уровень расхода воды в реке был зарегистрирован в вершине её дельты во время половодья 1973 года: 4140 м³/с. Ледостав с ноября по апрель.

## Населённые пункты
На Селенге расположен только один город Улан-Удэ (Россия), а также населённые пункты Бурятии населением более 2000 человек: посёлки городского типа Наушки и Селенгинск, сёла Ильинка, Кабанск, Кудара, Нижний Саянтуй, Селендума, Сотниково, Поселье, посёлок Новоселенгинск. В Монголии крупных населённых пунктов на берегах Селенги нет, только северные окраины города Сухэ-Батора достигают места впадения в Селенгу её притока Орхона, на правом берегу которого располагается Сухэ-Батор.

## Хозяйственное использование

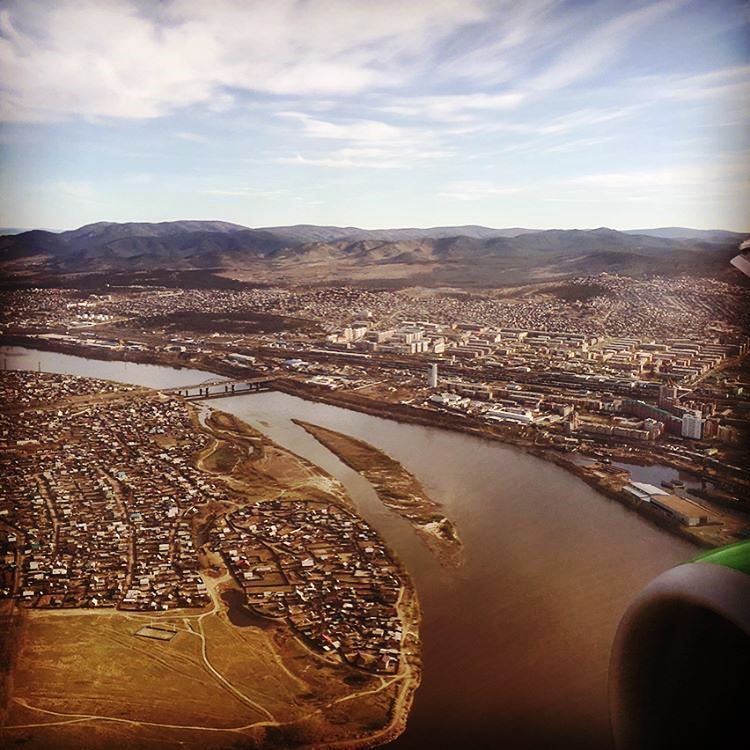
Селенга в черте г. Улан-Удэ

В бассейне Селенги ведётся добыча бурого угля, в нижнем течении имеются источники минеральных вод. До конца XX века по реке осуществлялось промышленное и туристическое судоходство от Байкала до города Сухэ-Батора.
В первой половине 1930-х годов выдвигались предложения о строительстве двух гидроэлектростанций на Селенге: одна у железнодорожного моста у разъезда Мостовой ниже Верхнеудинска (Улан-Удэ), другая — ниже устья Хилка. Первое водохранилище затопило бы долину реки Иволги, низинную часть Верхнеудинска, вплоть до деревни Вахмистрово (Нижний Саянтуй), и долину реки Уды в её нижнем течении. Второе водохранилище имело бы площадь около 3000 км². Мощность её ГЭС оценивалась в два раза больше, чем мощность ДнепроГЭСа.
В 1934 году гидроэнергетический потенциал Селенги и её притоков был исследован специалистами института Гидроэлектропроект. В результате, строительство электростанций было признано нецелесообразным из-за отсутствия крупных потребителей электроэнергии.
В Улан-Удэ до 2016 года работал судостроительный завод, который выпускал различные виды судов на воздушной подушке, баржи, буксиры, катера, а также осуществлял ремонт и техническое обслуживание судов.
В 2013 году Монголия начала рассматривать планы постройки ГЭС «Шурэн».

## Наводнения
Сильные наводнения на Селенге отмечались в 1751, 1783, 1830, 1869 годах. Река отличалась значительной водностью также в 1971, 1973, 1990 и 1993 годах.

## Археология

### Каменный век
Вдоль Селенги обнаружены археологические памятники каменного века: от палеолита до неолита. На российской стороне это серия стоянок Усть-Кяхта I—XVII в районе села Усть-Кяхта. Близ села Ошурково обнаружено поселение, датируемое мезолитом. В 1927 году А. П. Окладниковым обнаружена стоянка у станции Мостовой. Также стоянки обнаружены вдоль притоков Селенги: на реках Уда, Итанца, Чикой. На территории Монголии наиболее известны стоянки Тулбэр-4 и Тулбэр-15 на правом притоке Селенги реке Тулбэр.
На берегах реки обнаружены памятники эпохи неолита-бронзового века — Фофановский могильник, Посольская стоянка, Нижнеберозовская стоянка, памятники в местности Дюрбены и др. На территории Монголии вдоль Селенги крупных памятников неолита не обнаружено.

### Бронзовый век
Самые крупные и монументальные керексуры обнаружены в Монголии в верхнем течении Селенги. На территории Бурятии — керексуры меньшего размера. Население, оставившее эти погребальные сооружения, жило по Селенге до местности в районе современного села Сотниково. В низовье Селенги керексуры не встречаются.
Оленные камни сконцентрированы, в основном, в Монголии. На территории Бурятии встречаются редко, яркие представители — Иволгинский оленный камень, Тамчинский оленный камень и Санномыский оленный камень.
Культура плиточных могил распространена по всему течению Селенги, кроме истока реки. В некоторых местах эта культура перекрывается керексурами.

### Петроглифы
На территории Монголии часто встречаются Х-образные знаки, относимые исследователями к неолиту.
Петроглифы селенгинского типа, выполненные красной охрой, встречаются у сёл Ганзурино (писаница Бэшэгту), Нур-Тухум (писаница Боо) и у города Дархан. Петроглифы с выбитыми изображениями оленей датируются тем же временем, что и оленные камни; с изображениями людей, коней, козлов относятся к железному веку.

### Памятники хунну
В Бурятии памятники хуннской эпохи распространены от российско-монгольской границы на юге до Нижнеиволгинского комплекса на севере. В среднем течении наиболее известны Баян-Ундэр, Дырестуйский Култук, Ильмовая падь, Царам. На территории Монголии памятники хунну встречаются реже.

### Древнетюркские памятники
Древнетюркские памятники встречаются только в Монголии. В верховьях Селенги в районе долины реки Хуний-Гол расположен погребальный комплекс Ильтереш-кагана.

### Памятники Уйгурского каганата
Памятники Уйгурского каганата встречаются только в Монголии. В местности Могойн шинэ ус расположен комплекс уйгурского кагана Моян-чура. На притоке Селенги реке Орхон располагалась столица уйгурских каганов Хара-Балгас (Ордубалык).

### Погребения монгольского времени
Погребения монгольского времени встречаются, в основном, в Бурятии в среднем и нижнем течении реки — у населённых пунктов Тапхар, Ганзурино, Кибалино, Саратовка. На правом берегу Селенги могильники располагаются в долинах рек Жирим, Тарбагатайка.

## Галерея

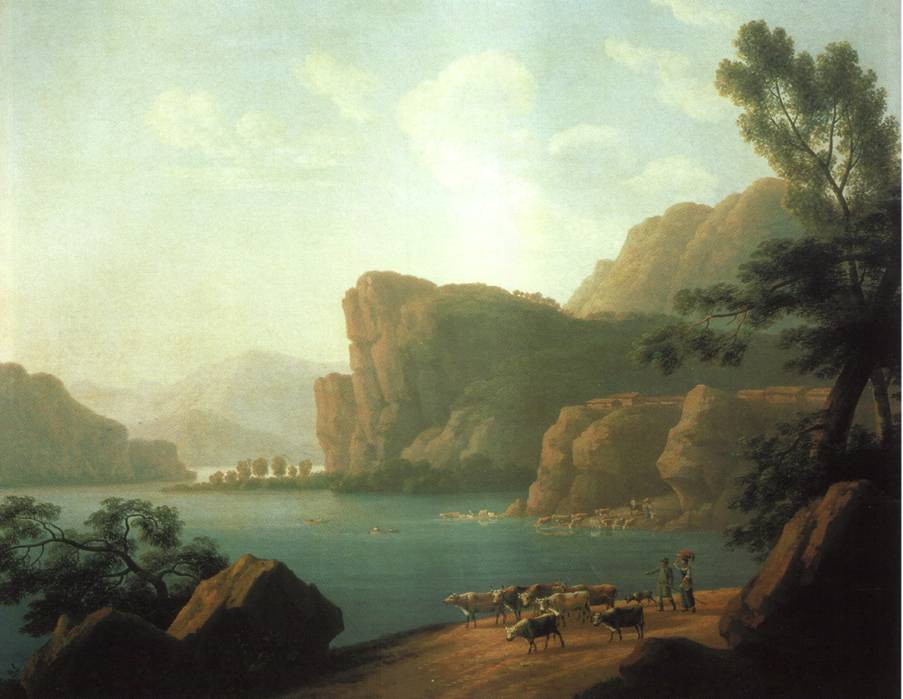
Мартынов А.Е. «Вид реки Селенги в Сибири» (1817)
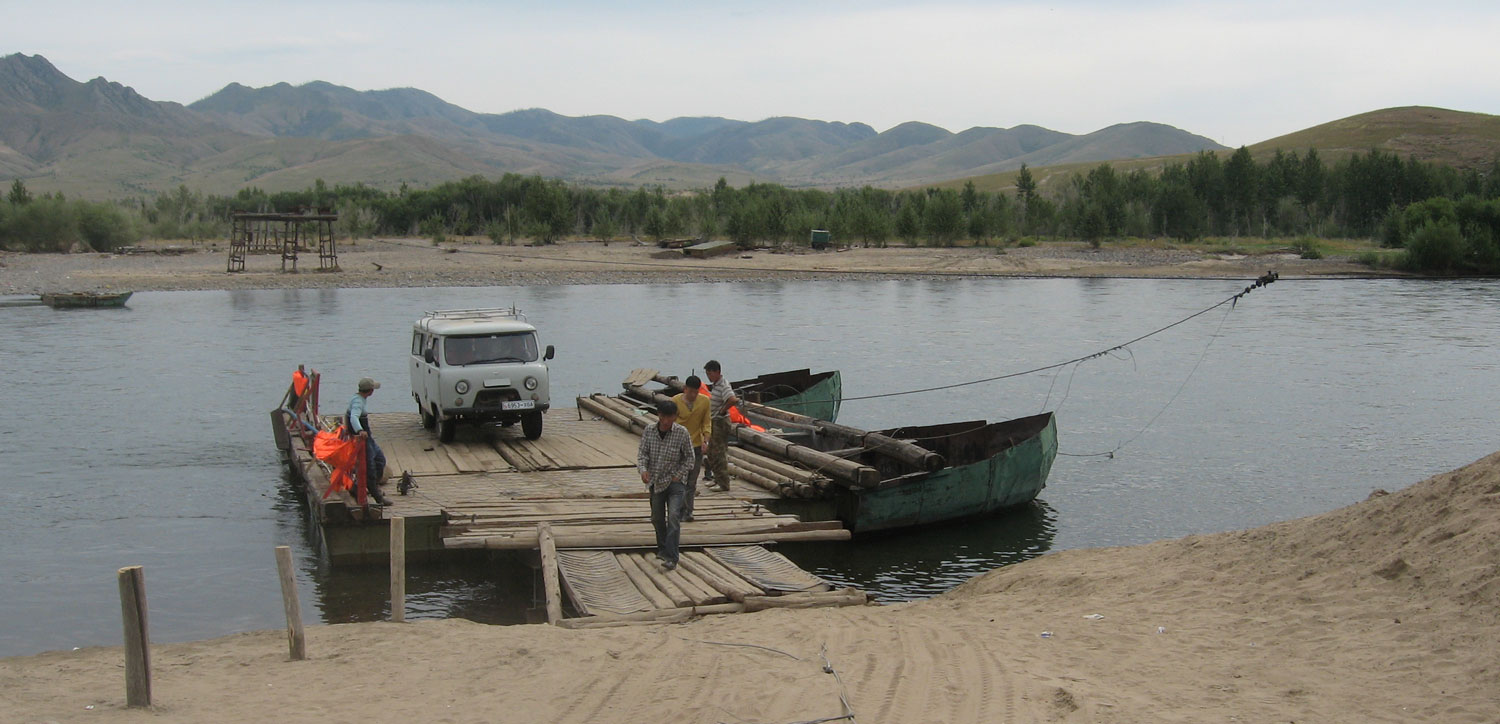
Паромная переправа в Монголии
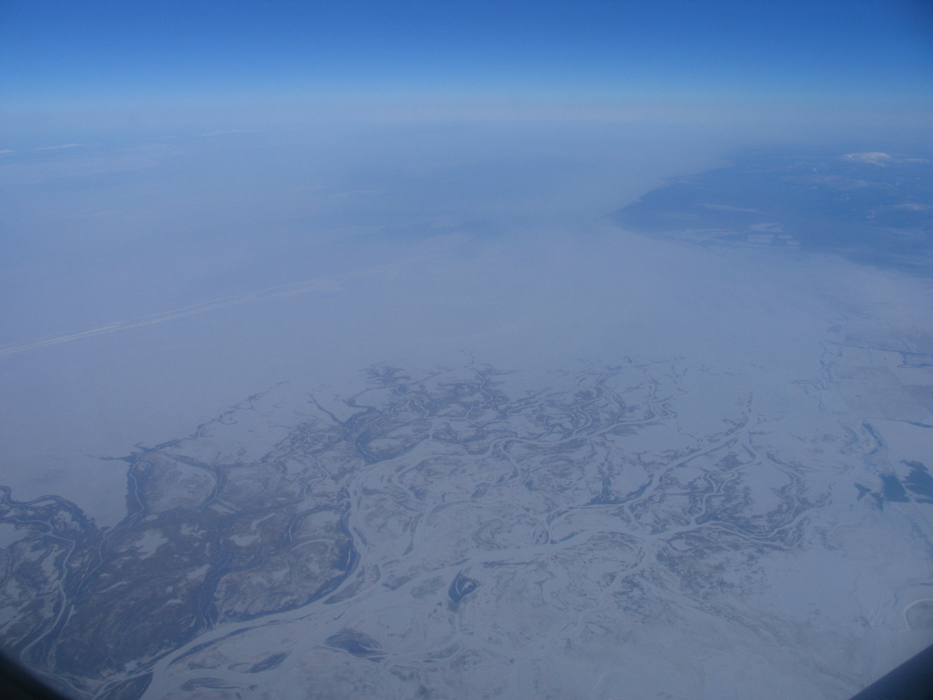
Дельта реки зимой (вид с самолёта)
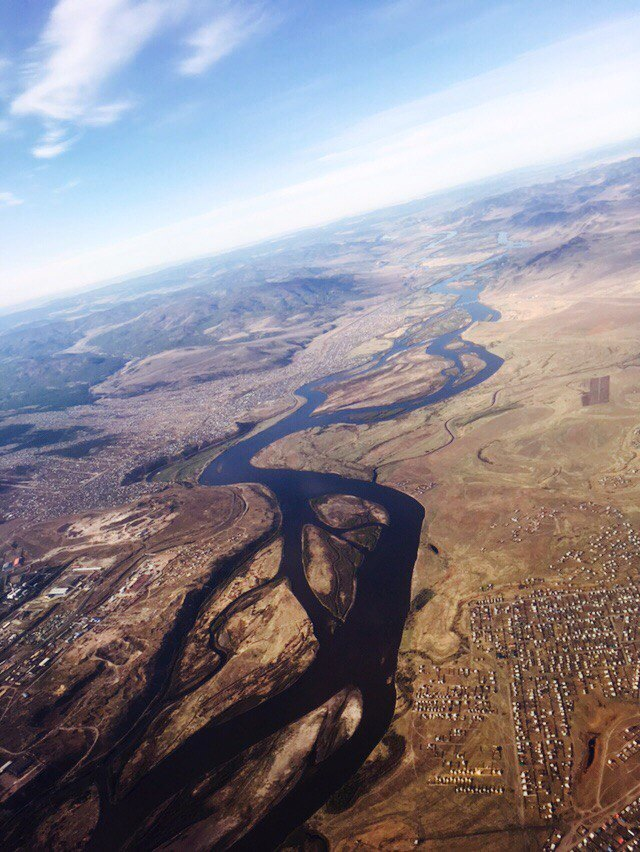
Селенга в районе города Улан-Удэ
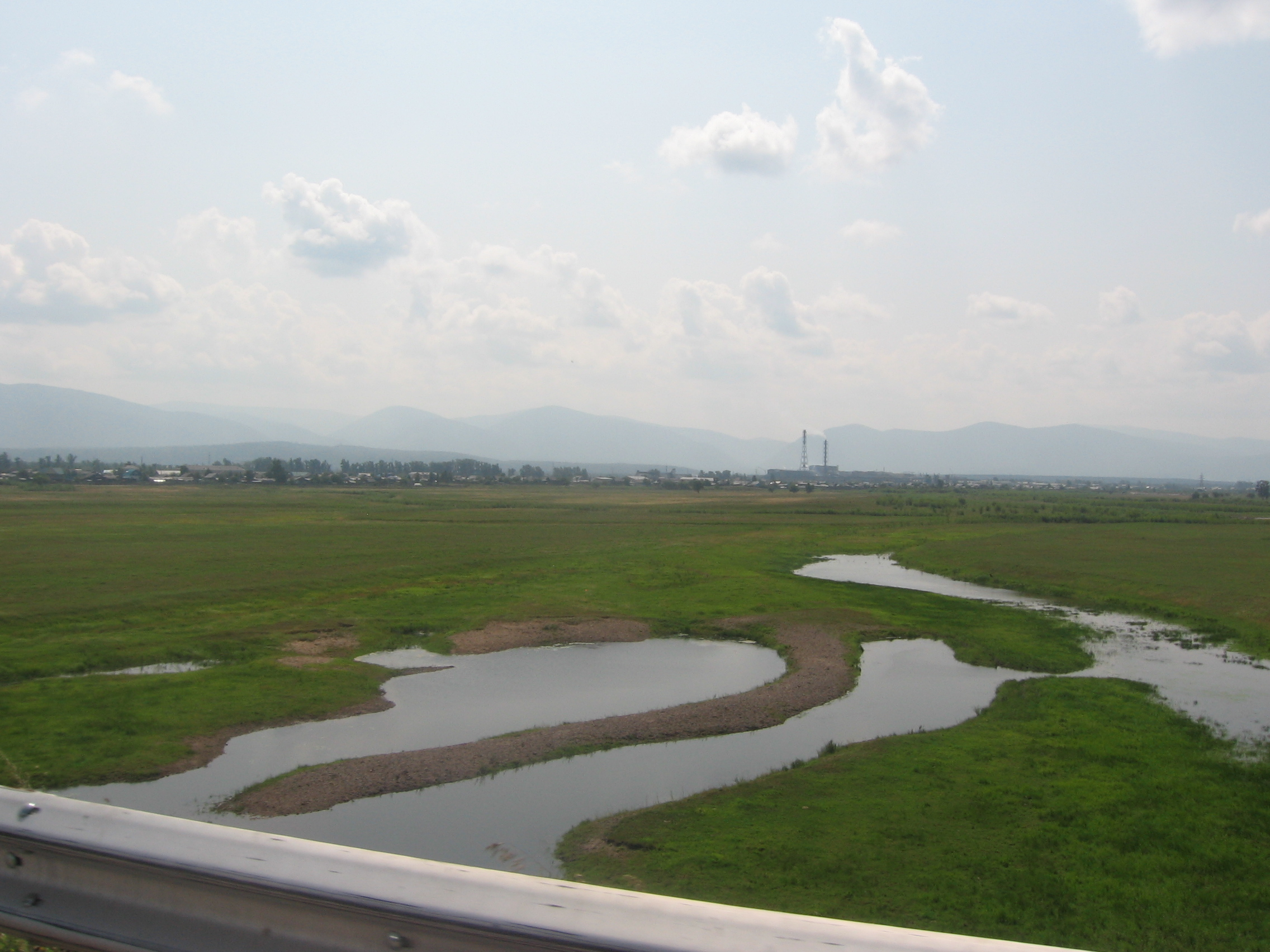
Старицы в пойме. Вид на село Брянск. Вдали трубы ТЭЦ Селенгинского ЦКК.
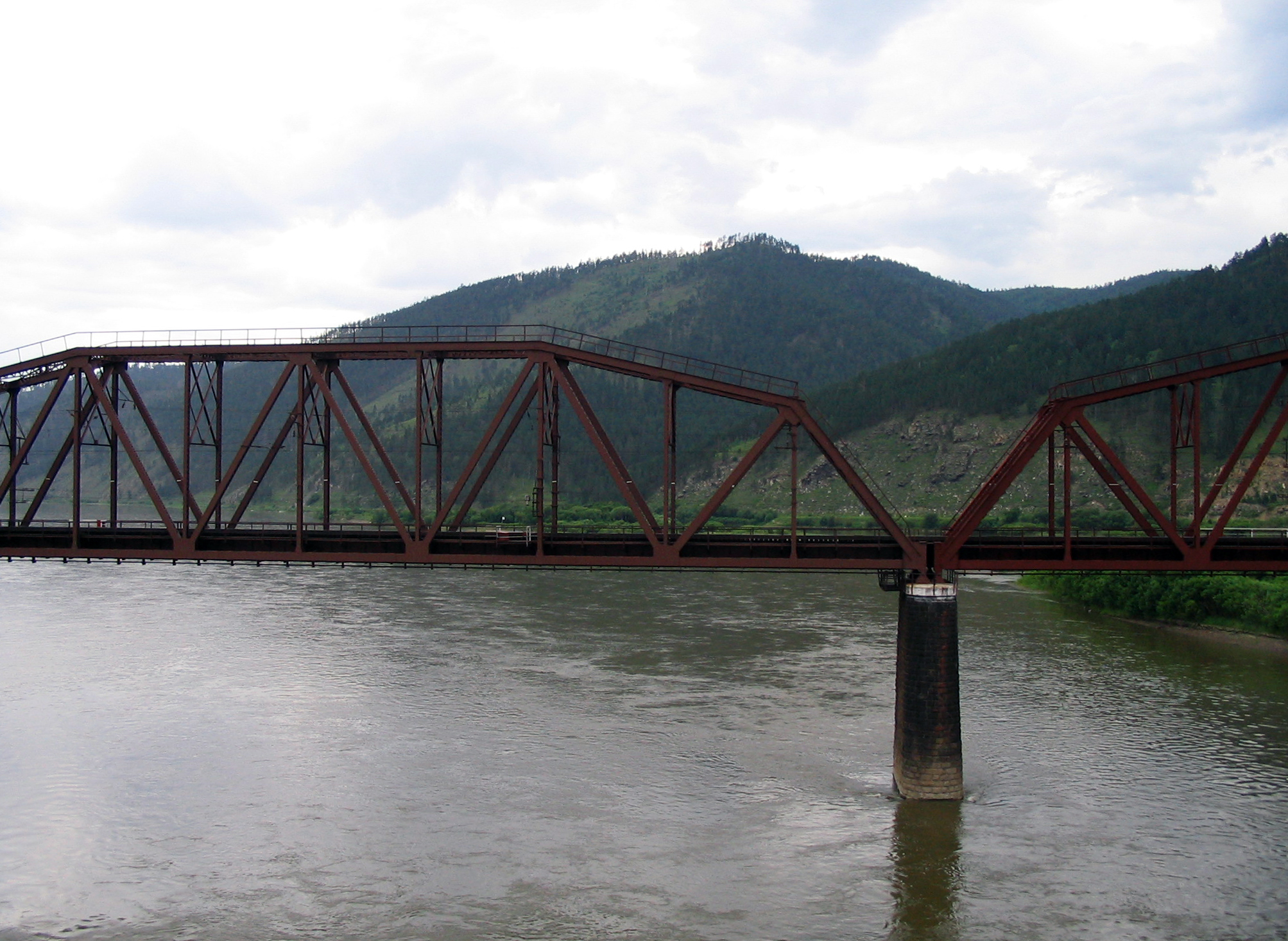
Железнодорожный мост на Транссибирской магистрали возле станции Мостовой.
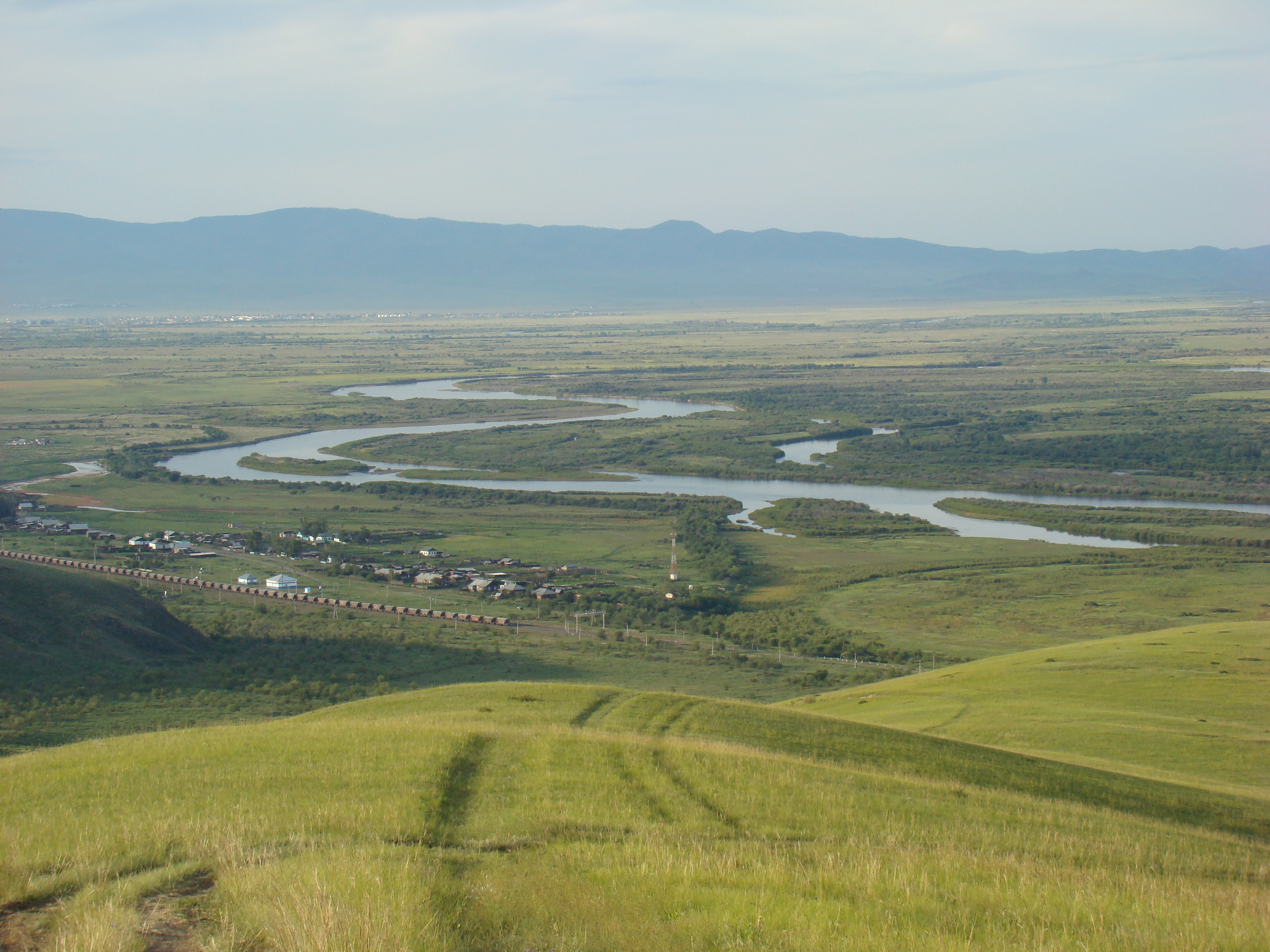
Близ села Зарубино, Джидинский район
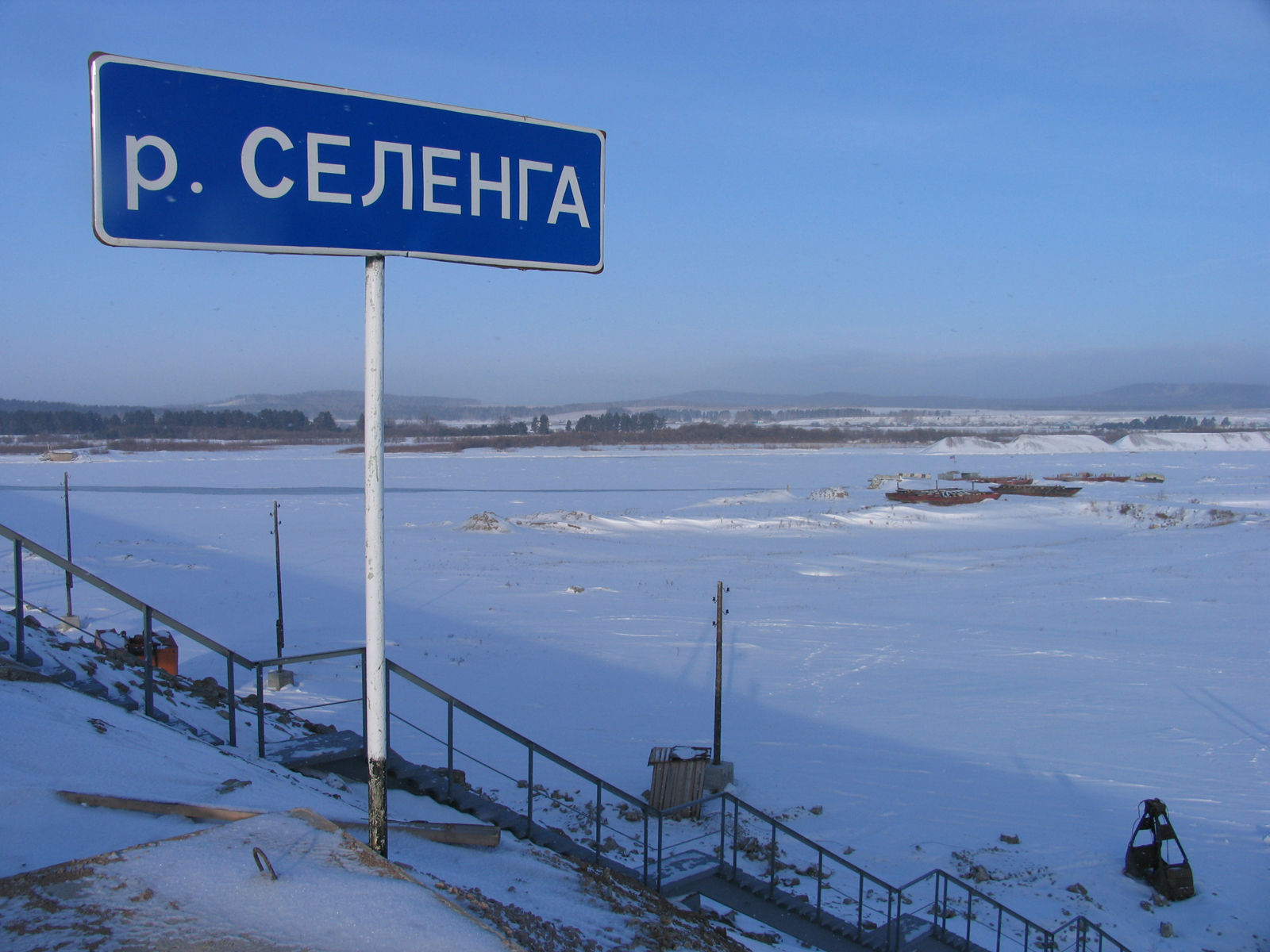
Вблизи села Тресково, Кабанский район
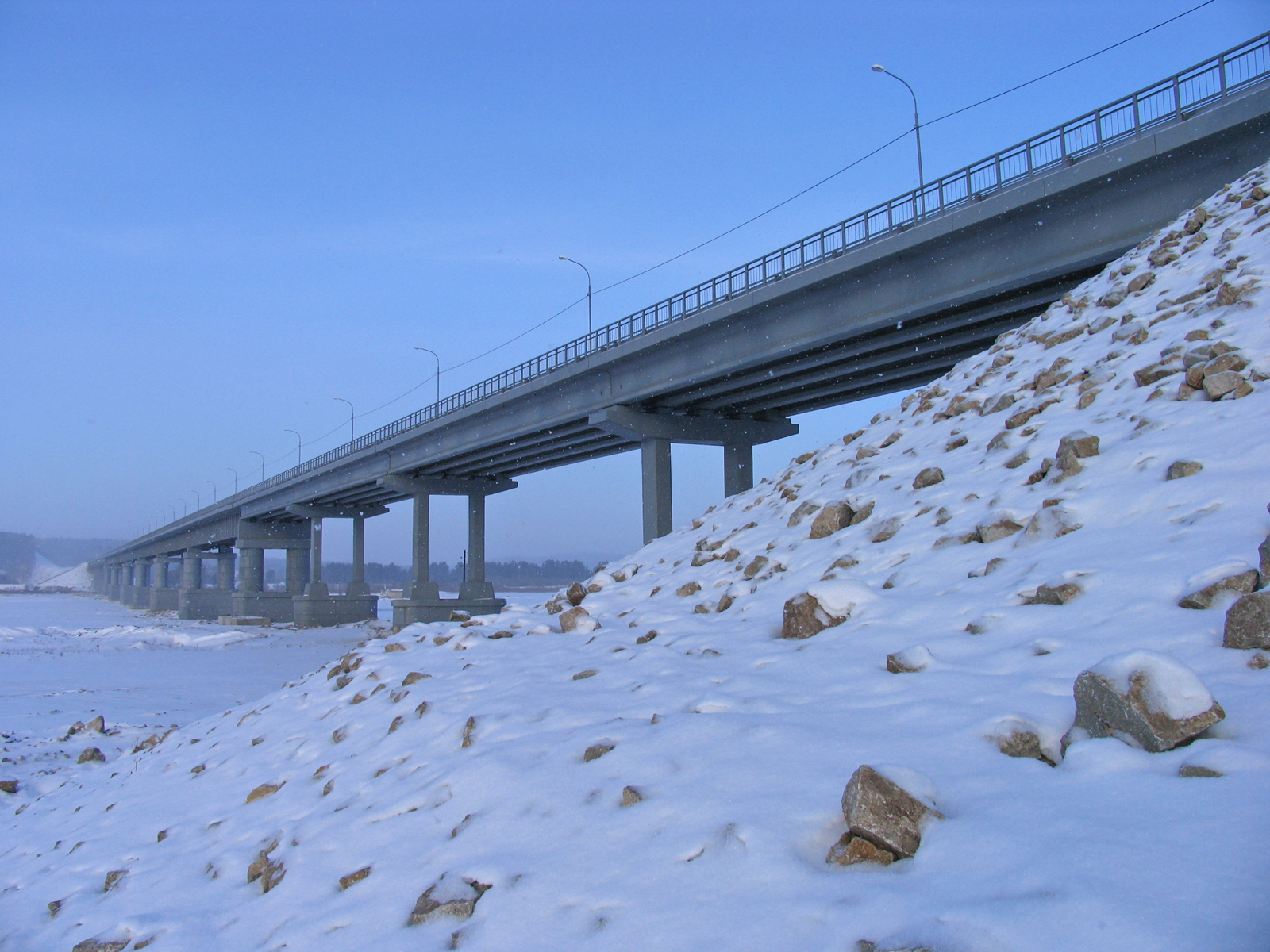
Мост у села Тресково
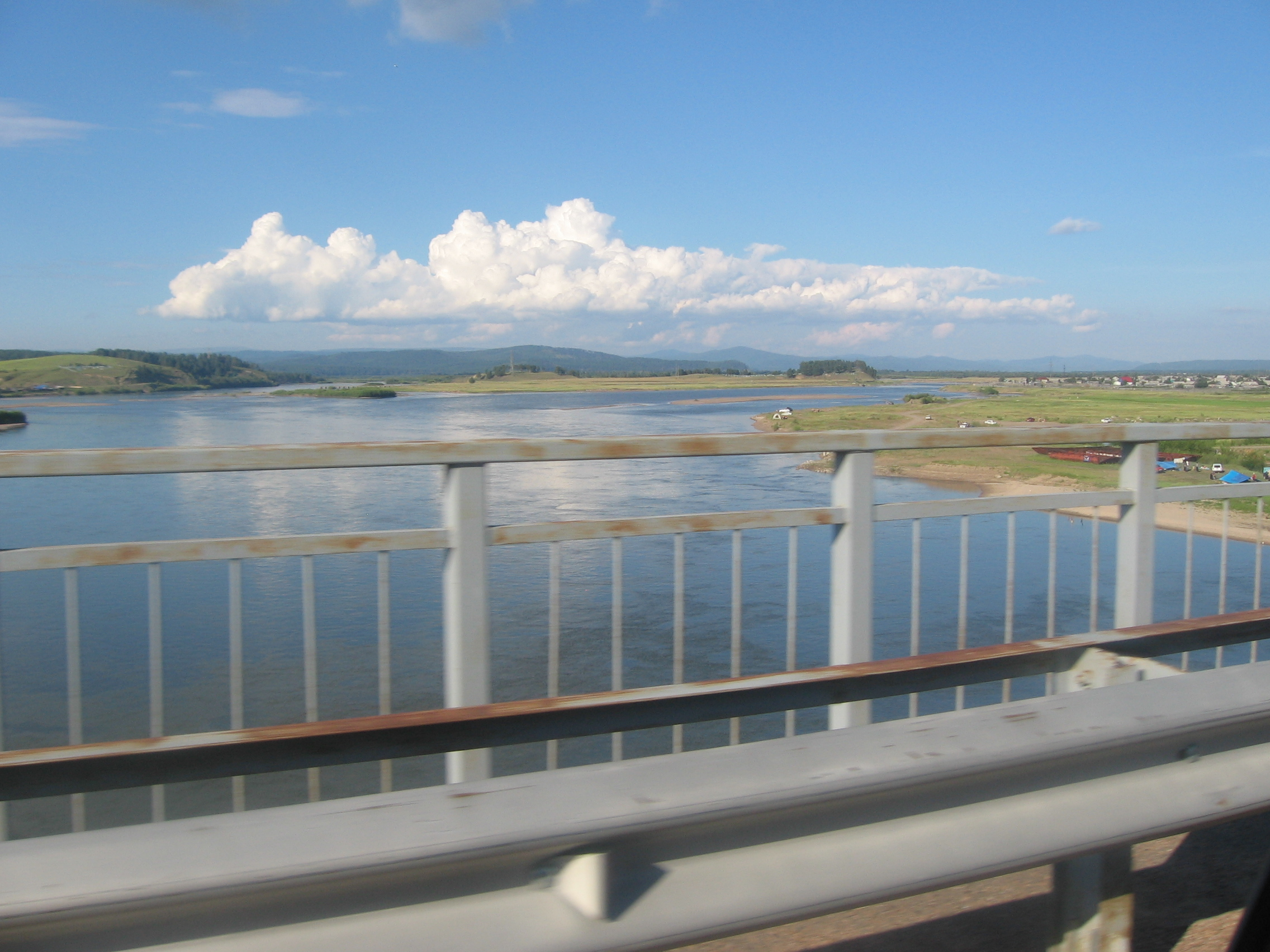
Вид с моста у села Тресково
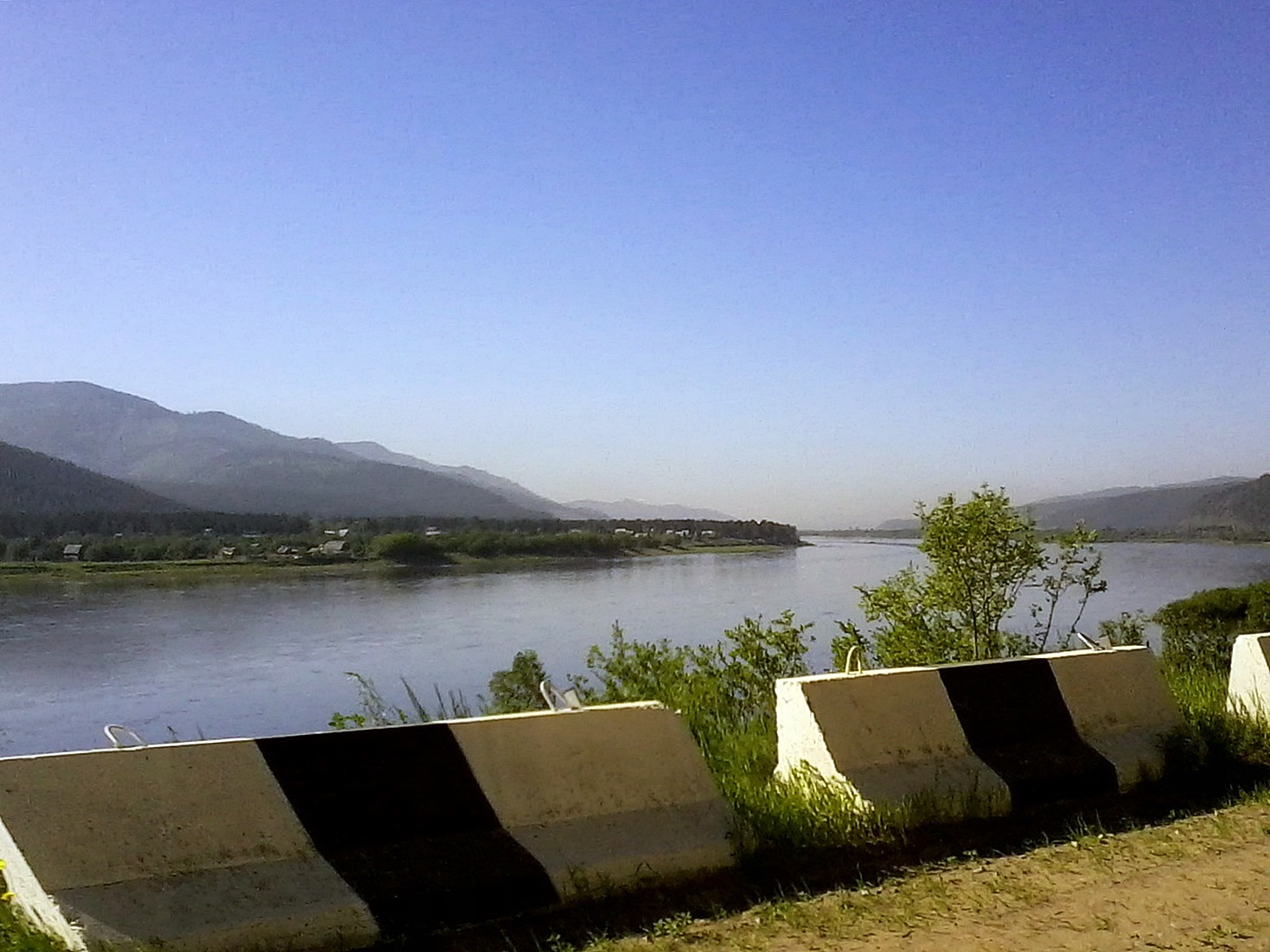
Между хребтами Улан-Бургасы и Хамар-Дабан